# Dávid Sigér
Dávid Miklós Sigér (* 30. November 1990 in Debrecen) ist ein ungarischer Fußballspieler.

## Karriere

### Verein

#### Anfänge in Debrecen und wechselnde Leihen
In seiner Jugend war er bis 2006 bei der VSE aus Téglás aktiv, danach wechselte er in die Jugend des Debreceni Vasutas SC, in welcher er die U17 und die U19 durchlaufen sollte. Bereits für die Saison 2008/09 wurde er erstmals an den Létavértes SC '97 ausgeliehen. Nach seiner Rückkehr spielte er noch eine Saison für die U19 und wechselt daraufhin in die zweite Mannschaft, welche zu dieser Zeit in der zweiten ungarischen Liga spielte. Seinen ersten Einsatz erhielt er gleich am 1. Spieltag der Saison 2010/11 bei einer 1:0-Niederlage beim Mezőkövesdi SE. Hier wurde er in der 45. Minute für Ádám Balajti eingewechselt. In der Saison 2012/13 kam er dann aber gar nicht mehr zum Einsatz. Nach einer weiteren Leihe nach Létavértes, ging es über eine weitere Leihe nach Mezőkövesd, wo er am 27. Juli 2013 bei einer 3:0-Niederlage beim MTK Budapest erstmals in einem Erstliga Spiel zum Einsatz kam. Hier wurde er in der 75. Minute für Vilmos Melczer eingewechselt. In der ersten Saison kam er dann auch nur auf drei weitere Einsätze. Nach dem Abstieg mit der Mannschaft kam er dann in der zweiten Liga in der Folgesaison aber wieder vermehrt zum Einsatz.

### Durchbruch bei Balmazújváros und Wechsel nach Budapest
Nach der Saison 2013/14 endete dann seine Leihe. Seine nächste Station war erneut eine Leihe, dieses Mal zum Balmazújvárosi FC. Wo er in der zweiten Liga fast immer auf dem Platz stand, zur Saison 2015/16 wechselte er dann auf fest zu diesem Klub, für welchen er in den kommenden Spielzeiten einige Spiele sammeln konnte, womit dieser Verein für ihn seine bislang längste Station und die mit den meisten Einsätzen wurde. Zur Saison 2017/18 stieg er mit seinem Verein dann sogar auch noch in die Erste Liga auf. Nach dem direkten Wiederabstieg verließ er ablösefrei den Verein und schloss sich Ferencváros Budapest an, mit welchem er in den beiden darauffolgenden Spielzeiten jeweils die Meisterschaft einfahren konnte. Hier bekam er auch erstmals in der Europa League Einsätze. Der erste fand am 19. September 2019 bei einem 1:1 gegen Espanyol Barcelona statt, in welchem er von Anfang bis zum Ende auf dem Platz stand.

### Nationalmannschaft
Sein Debüt in der Nationalmannschaft gab er am 5. September 2019 bei einer 2:1 Freundschaftsspiel-Niederlage in Montenegro, hier wurde er in der 46. Minute für László Kleinheisler eingewechselt.
Zur Fußball-Europameisterschaft 2021 wurde er in den ungarischen Kader berufen, kam aber mit diesem nicht über die Gruppenphase hinaus.